# Canon antichar de 47 mm modèle 1937
Pour les articles homonymes, voir Canon de 47 mm.
Le canon de 47 mm modèle 1937, est un canon antichar utilisé par l'artillerie française lors de la Seconde Guerre mondiale.

## Historique du 47 modèle 1937
L'origine du canon antichar de 47 modèle 1937 remonte au canon de 47 mm de marine modèle 1885/1902 qui devient après modernisation le canon de 47 antichar d'infanterie en 1934. Abandonné par l'infanterie au profit du canon antichar de 25 mm Hotchkiss, le canon est repris par l'artillerie et devient, en décembre 1936, le « matériel de 47 modèle 1937 ». 
Ses qualités balistiques, tant en précision qu'en capacité de perforation, en font l'un des canons les plus performants de l'époque, capable notamment de détruire tous les chars alors en service. La vélocité de sa munition provoque néanmoins une usure prématurée de la bouche à feu qui nécessite la mise au point en 1938 d'une version bitube, permettant l'échange du canon.

## Caractéristiques

### Munitions
Le projectile de 47 mm perforant (47 × 380R) modèle 1936 (en anglais : armour-piercing capped ballistic cap) a une masse 1,726 kg et une vitesse initiale de 855 m/s.
Elle perce 106 mm à 100 m, 89 mm à 500 m, 72 mm à 1 000 m, 57 mm à 1 500 m sous 0°.
Les essais allemands donnent 57 mm à 100 m, 50 mm à 500 m, 42 mm à 1 000 m et 36 mm à 1 500 m sous 30°, des performances très proches de celles du 5-cm PaK 38.

## Production et utilisation

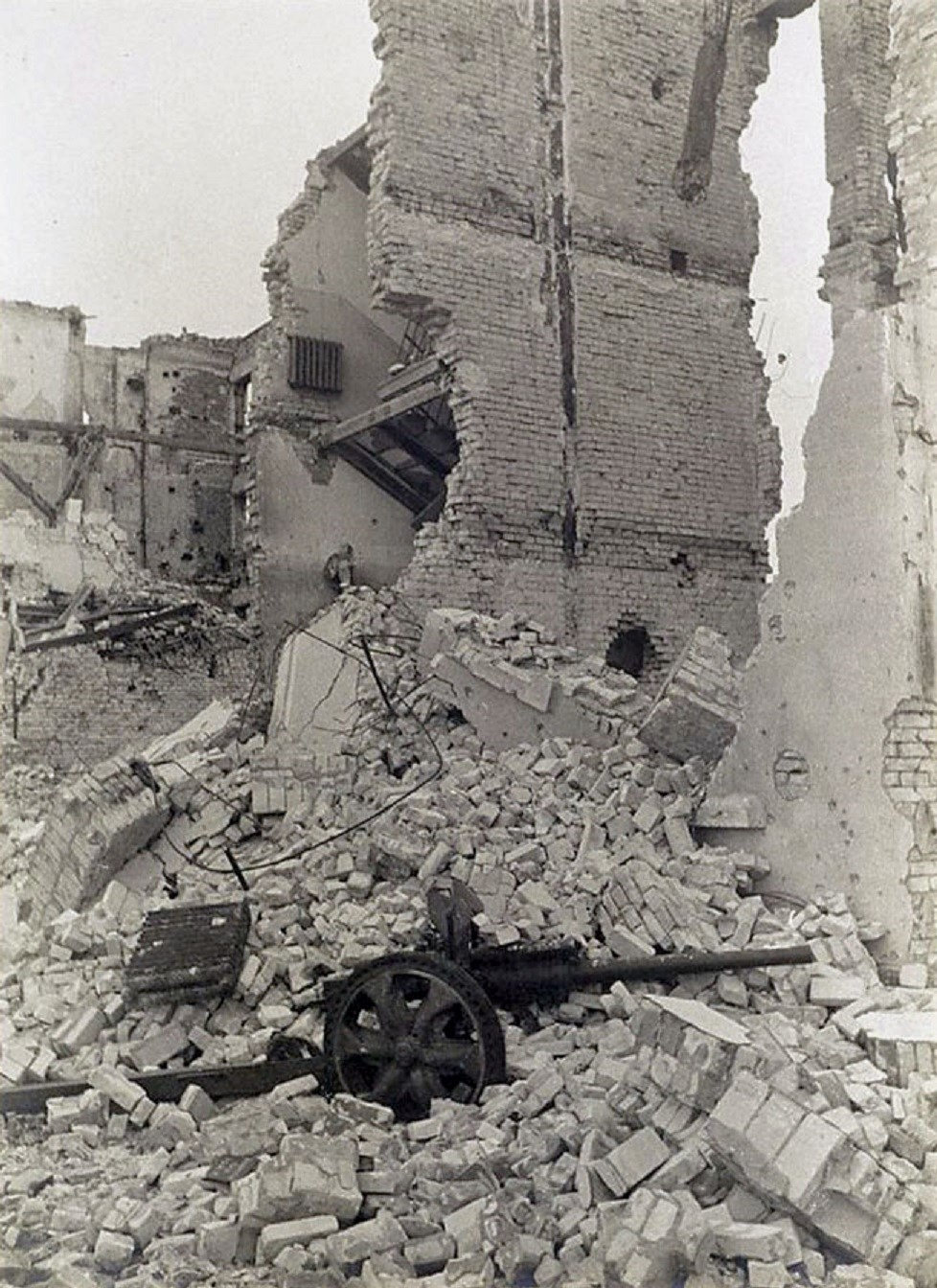
Un canon de 47 mm durant la bataille de Stalingrad.

La fabrication des bouches à feu est confiée à l'atelier de Bourges et à quatre entités pour les affûts (Salmson, atelier de Roanne, Delaunay-Belleville et Alsthom). La production en série s'échelonne entre janvier 1939 et juin 1940, pour un total recensé de 1 268 canons construits, qui équipent 159 batteries.
Les pièces et les munitions sont majoritairement tractées par des attelages hippomobiles constitués d'un avant-train et du canon ou du caisson de munition. L'attelage, qui comprend quatre chevaux, est celui du canon de 75 mm, modifié pour la circonstance.
La traction automobile du canon de 47 est réalisée par des tracteurs légers Citroen-Kégresse P17E, quoique obsolète, ou Laffly W 15 T (75 unités).
70 canons de 47 furent également montés sur des véhicules Laffly W 15 T afin de constituer des chasseurs de chars au sein des batteries antichars automotrices.
Beaucoup de ces pièces sont capturées par l'armée allemande, et remises en service par la Wehrmacht sous le nom de « 4,7-cm-PaK 181(f) ». Les Allemands ont également vendu des canons à l'allié italien. L'armée royale italienne a renommé ces pièces « 47/50 Mod.37 », elles ont été utilisées pour la défense territoriale pour armer les bastions anti-débarquement en Sardaigne.